# Ille i Vilaine
Ille i Vilaine (antigament, Illa i Vilena o Illa i Güilena, en francès Ille-et-Vilaine, en gallo Ile e Vilene, en bretó Ill-ha-Gwilen) és un departament francès situat a la Bretanya. La capital és Resnn.
El departament rep el seu nom dels rius Vilaine, que desemboca a l'Atlàntic, i de l'Ille, afluent de l'anterior, que se li uneix a Rennes.

## Història
El departament d'Illa i Vilaine es creà durant la Revolució Francesa, el 4 de març de 1790, en aplicació de la llei de 22 de desembre de 1789. És un dels cinc departaments sorgits de la divisió de l'antiga província de Bretanya.

## Geografia
Limita amb els departaments de Manche, Mayenne, Maine i Loira, Loira Atlàntic, Ar Mor-Bihan i Costes del Nord, i està banyat pel canal de la Mànega.
Les ciutats més importants, a banda de la capital, són: Vitré (Gwitreg), Dinard (Dinarzh), Bruz, Cesson-Sévigné (Saozon-Sevigneg) i Betton (Lanvezhon).

## Política
Des de les eleccions cantonals de 2004, el president del Consell General és el socialista Jean-Louis Tourenne, que fou escollit amb el vot de tots els partits d'esquerra presents a l'assemblea departamental. Jean-Louis Tourenne és el primer president socialista que ha tingut mai aquest departament, que des de la Revolució Francesa sempre havia estat governat per la dreta.
Les principals atribucions del Consell General són votar el pressupost del departament i escollir d'entre els seus membres una comissió permanent, formada per un president i diversos vicepresidents, que serà l'executiu del departament. Actualment, la composició política d'aquesta assemblea és la següent:
- Partit Socialista (PS): 21 consellers
- No-adscrits de dreta: 11 consellers
- Unió per un Moviment Popular (UMP): 10 consellers
- No-adscrits d'esquerra: 5 consellers
- Partit Radical d'Esquerra (PRG): 3 consellers

L'any 2005, algunes personalitats del departament demanaren el canvi del nom pel d'Alta Bretanya a fi de ressaltar la pertinença a la Bretanya.

## Llengua

Mapa lingüístic de Bretanya

El gallo és la llengua pròpia d'Illa i Vilaine i anteriorment havia estat la llengua majoritària en aquest departament. El gallo va substituir des d'antic el bretó a tota la part oriental de Bretanya, coneguda també com l'Alta Bretanya. És més, el bretó no ha estat mai la llengua vernacla a l'est de la línia Mont-Saint-Michel/Pornic. Durant el curs escolar 2001-2002, 1.761 alumnes de primària i secundària van estudiar gallo a França.
Respecte al bretó, els efectius ponderats que aporta l'enquesta Etude de l'histoire familiale, duta a terme per l'INSEE (Institut Nacional d'Estadística i Estudis Econòmics) el 1999, són de 8.500 parlants majors de divuit anys. Així mateix, hom hi afegeix els alumnes de les escoles bilingües Diwan (718 a l'inici del curs escolar 2005-2006) i els alumnes que segueixen cursos de bretó en els establiments públics de primària i secundària (més de 200 al curs 2002-2003).